# Rubri Gal
Rubri Gal (en llatí Rubrius Gallus) era un militar romà que va viure a la part central del segle i.
Sota l'emperador Otó dirigia un destacament de tropes a Brixèl·lum i després de la caiguda de l'emperador va ajudar a reprimir la revolta de les seves tropes. Molt poc després es diu que va ser l'instigador de la traïció d'Aule Cecina Aliè a Vitel·li. Després, Vespasià el va enviar a lluitar contra els sàrmates als que va derrotar l'any 70. No torna a ser mencionat.